# 何嘉裕
何嘉裕（Kaya Ho，1987年11月28日—)，前無綫電視及香港電視網絡藝員，於2004年底加入無綫電視主持翡翠台兒童節目《放學ICU》及青少年節目《激優一族》，Kaya曾經於2007年亦是TVB 40週年台慶幸運40藝員成員之一。2011年12月，Kaya離開無綫電視，往韓國首爾修讀韓語課程，2012年7月返港。同年，轉往香港電視網絡至2014年7月跟香港電視網絡合約約滿為止。約滿後，移居韓國生活。

## 演出作品

### 電視劇（無綫電視）

#### 2005年
- 蔥蔥闖地球 飾 Susanne<兒童連續劇>
- 奇幻潮

#### 2007年
- 同事三分親 飾 Apple（第201集）

#### 2008年
- 神探阿Tom 飾 嘉嘉<兒童連續劇>
- 師奶股神 飾 Amy
- 法證先鋒II 飾 方玉清

#### 2009年
- 絕代商驕 飾 售貨員

#### 2011年
- 依家有喜 飾 女售貨員

### 電視劇（香港電視網絡）

#### 2014年
- 警界線 飾 Rachel診所護士

#### 2015年
- 我阿媽係黑玫瑰 飾 戴氏律師樓職員Bonnie
- 導火新聞線 飾 C99新聞台記者
- 夜班 飾 阿儀

### 節目主持（無綫電視）

#### 2005年
- 《放學ICU》

#### 2006年
- 《激優一族》（2006-2008）

#### 2008年
- 《智激校園》飾兒童節目主持版參賽者
- 《問問Master Joe》飾AI VI

### 其他演出（無綫電視）
- 2004年：《DaDaDeDe精靈樂園》
- 2005-2008年：《兒歌金曲頒獎典禮》
- 2005-2007年：《萬千星輝賀台慶》

### 節目演出（無綫收費電視）
- 2006：無綫兒童台《Q仔Q女生日會》
- 2009：無綫生活台《星級廚房》

### 兒歌作品
- 2008：一於繼續笑（放學ICU主持）

### 兒歌MV演出
- 2008：童話之夢「卡通片俏皮劍俠小紅帽主題曲」　主唱：HotCha
- 2008：有我亦有你「卡通片我們這一家主題曲」　主唱：商天娥

### 配音
- 2010：葱葱《放學ICU》

### 獎項
- 2008兒歌金曲頒獎禮第九首十大兒歌金曲 - 一於繼續笑 主唱：放學ICU主持

### 電台DJ
- 2007：UONLIVE電台旅遊節目主持